# Helicopsyche sinuata
Helicopsyche sinuata är en nattsländeart som beskrevs av Donald G. Denning och Blickle 1979. Helicopsyche sinuata ingår i släktet Helicopsyche och familjen Helicopsychidae. Inga underarter finns listade i Catalogue of Life.